# 6933 Azumayasan
6933 Azumayasan eller 1994 YW är en asteroid i huvudbältet som upptäcktes den 28 december 1994 av den japanska astronomen Takao Kobayashi vid Ōizumi-observatoriet. Den är uppkallad efter berget Azumayasan i Japan.
Asteroiden har en diameter på ungefär 12 kilometer.